# Jackie Jensen
Jack Eugene Jensen (ur. 9 marca 1927, zm. 14 lipca 1982) – amerykański baseballista, który występował na pozycji prawozapolowego.

## Życiorys
Jensen studiował na University of California, gdzie grał w baseball i futbol na pozycji fullbacka w drużynie uniwersyteckiej California Golden Bears. W 1949 roku podpisał kontrakt z występującym w NAPBL Oakland Oaks wart 75 tysięcy dolarów. Wkrótce, w październiku 1949 w ramach wymiany przeszedł do New York Yankees. Trzy lata później został zawodnikiem Washington Senators i po raz pierwszy wystąpił w Meczu Gwiazd.
W grudniu 1953 podpisał kontrakt z Boston Red Sox. W pierwszym sezonie występów w Red Sox zdobył 25 home runów (podczas występów w Yankees i Senators najwięcej w jednym sezonie zdobył 10) i zwyciężył w American League w klasyfikacji pod względem skradzionych baz (22). W 1955 zaliczył najwięcej w lidze RBI (116) i po raz drugi wystąpił w All-Star Game. W sezonie 1958 zdobył 35 home runów (5. wynik w lidze) i zwyciężył w klasyfikacji pod względem zaliczonych RBI, poza tym po raz trzeci w karierze wystąpił w Meczu Gwiazd oraz został wybrany MVP American League. W sezonie 1960 nie zagrał żadnego meczu, gdyż cierpiał na lęk przed lataniem. Rok później zakończył karierę.
Zmarł 14 lipca 1982 na zawał serca w wieku 55 lat.

## Nagrody i wyróżnienia
| Nagroda/wyróżnienie      | Lata             | Źródło |
| 3× All-Star              | 1952, 1955, 1958 | [ 4 ]  |
| Gold Glove Award         | 1959             | [ 6 ]  |
| Zwycięzca w World Series | 1950             | [ 7 ]  |